# Dolní Měcholupy
Dolní Měcholupy – część Pragi leżąca w dzielnicy Praga 10, na wschód o centrum miasta.